# Уидуид
Уидуид (сомал. Widh-Widh, англ. Widhwidh) — город в Сомали в провинции Тогдер. На территорию провинции также претендуют соседние самопровозглашённые государства Сомалиленд и Пунтленд.
С мая по июль 2010 года по инициативе Эфиопии происходил серьёзный вооруженный конфликт между сомалилендско-эфиопскими формированиями и милициями Сул-Санааг-Айна рядом с городом Уидуид.